# Arne Rinnan

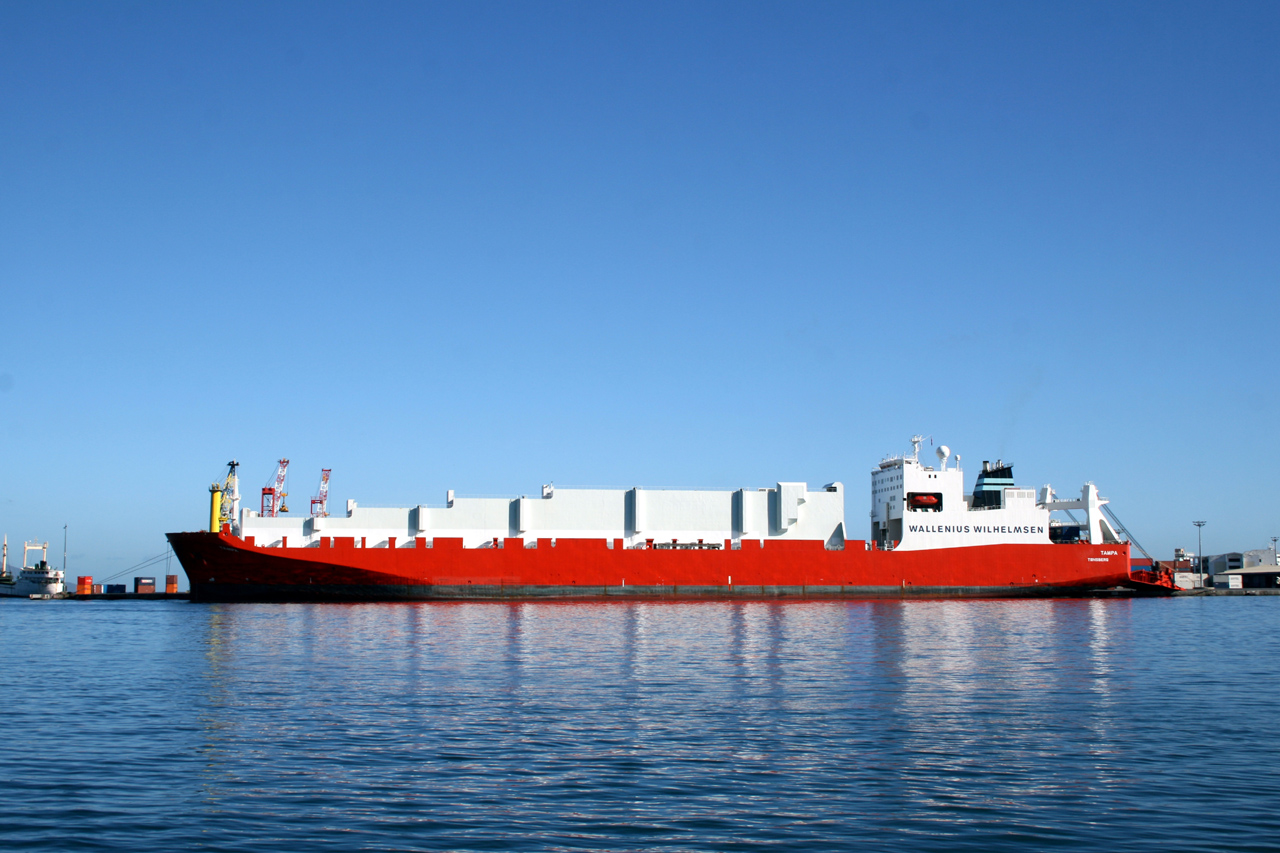
Die Tampa (2009)

Arne Frode Rinnan (* 11. November 1940) wurde als Kapitän der Tampa bekannt, einem norwegischen Frachtschiff der Reederei Wilh. Wilhelmsen. Im Verlauf einer Bergung von Boatpeople, kam es zu einem heftigen diplomatischen Disput zwischen der norwegischen und australischen Regierung, der sogenannten Tampa-Affäre.

## Tampa-Affäre
Ende August 2001 rettete Kapitän Arne Rinnan auf der Tampa 438 Boatpeople, hauptsächlich flüchtige Hazara aus dem Taliban-beherrschten Afghanistan. Die Asylsuchenden befanden sich auf einem sinkenden Holzboot, nahe der australischen Weihnachtsinsel. Die australische Regierung wollte diesen Schiffbrüchigen kein Asyl gewähren und wies den Kapitän an, sie ins doppelt soweit entfernte Indonesien zu transportieren. Die Boatpeople widersetzen sich und nach mehreren Kurswechseln steuerte Arne Rinnan letztendlich die Weihnachtsinsel an und ankerte vor ihrer 12-Meilen-Zone. Dort verweigerte die australische Regierung zunächst jede Hilfe. Nachdem Rinnan tagelang geankert hatte, rief er für sein Schiff den Notstand aus und steuerte die Tampa in australische Gewässer. Daraufhin befahl die australische Regierung 45 Soldaten des Australian Special Air Service Regiment an, das Schiff zu entern. Die Asylsuchenden wurden von ihnen anschließend auf den australischen Truppentransport HMAS Manoora übergesetzt. Damit die Boatpeople keinen Asylantrag in Australien stellen konnten, wurden sie auf Veranlassung der australischen Regierung und nach Rücksprache mit den Regierungen von Nauru und Neuseeland dorthin gebracht.
Am Weltflüchtlingstag 2002 wurden Arne Rinnan sowie seine Mannschaft und dessen Reederei Wilhelm Wilhelmsen mit der Nansen-Medaille vom UN-Flüchtlingshilfswerk UNHCR für ihre Zivilcourage und ihren Einsatz im Geiste internationaler Prinzipien der Rettung Schiffbrüchiger trotz Strafandrohungen der australischen Regierung ausgezeichnet.
Rinnan wurde mit einer Reihe weiterer Preise ausgezeichnet, unter anderem mit dem Ehrenkreuz des norwegischen Königs, dem höchsten zivilen Orden Norwegens. Er wurde mit dem Titel „Kapitän des Jahres 2001“ ausgezeichnet.

## Leben
Arne Rinnan, der zum Zeitpunkt der Tampa-Affäre 60 Jahre alt war, ging Ende 2001 in Pension.
Er lebt mit seiner Familie in Kongsberg.